# WCCO

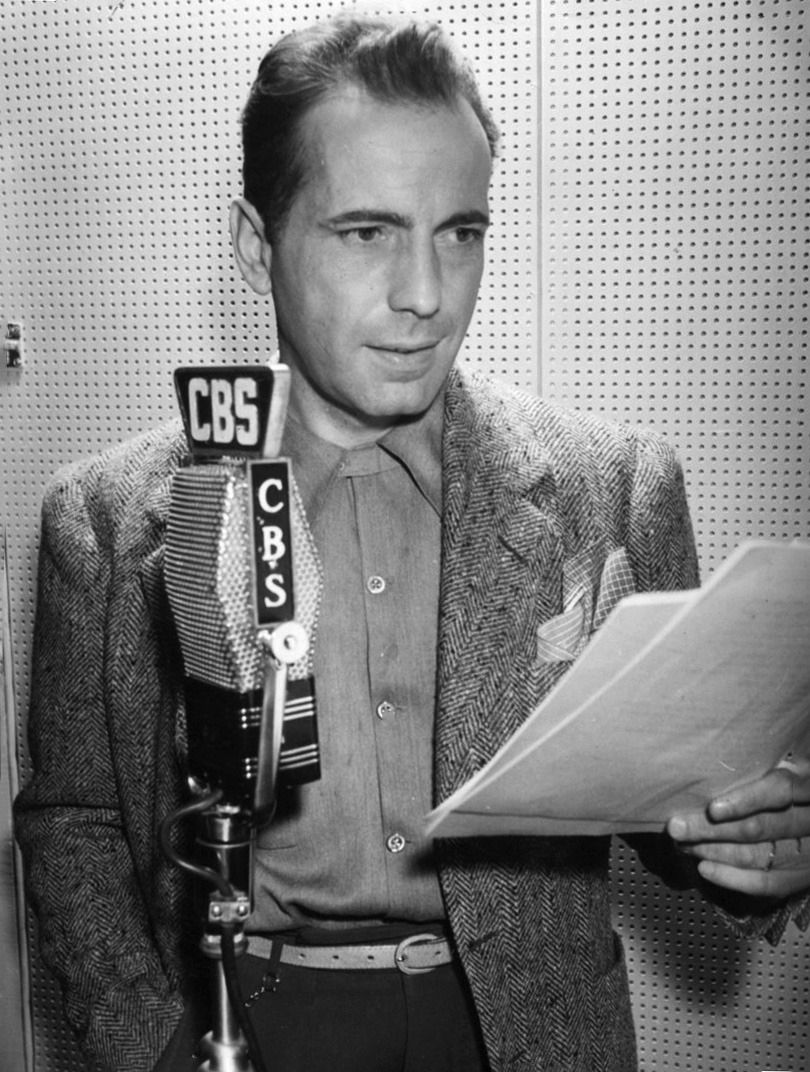
Humphrey Bogart bei WCCO-CBS (1945)

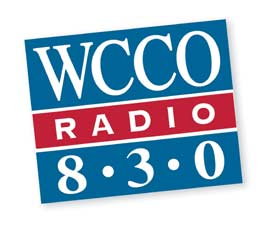
Lange Zeit verwendetes Senderlogo

WCCO-AM (Slogan: “Good Neighbor”) ist ein US-Radiosender aus Minneapolis, Minnesota. Gesendet wird ein „Talk & News Format“. WCCO ist eine Klasse A Clear-Channel-Radiostation und gehört CBS Radio.
Die Studios befinden sich im CBS Radio Building in der 625th Second Avenue South in Downtown Minneapolis. Der Sender hingegen steht in Coon Rapids. WCCO sendet mit 50 kW auf 830 kHz auch in HD-Radio und ist nachts in weiten Teilen der USA zu hören. Das Programm wird von KMNB auf dem HD-Kanal 2 simulcasted.

## Geschichte
WCCO startete seinen Betrieb am 4. September 1922 als WLAG. Bekannt war der Sender durch seinen Slogan “the Call of the North”. WLAG sendete aus einem Hotel am Loring Park in Minneapolis. Wegen finanzieller Probleme wurde der Betrieb aber 1924 schon wieder eingestellt. Die Washburn Crosby Company übernahm die Station als WCCO, um die Initialen der Firma wiederzugeben. WCCO ging zwei Monate nach dem Kauf von dem bis heute verwendeten Sendestandort Coon Rapids auf Sendung. 1927 war WCCO eine von 21 Stationen des NBC Red Network.
1939 wurde der 654-foot-Sendemast in Coon Rapids gebaut, der bis heute genutzt wird.
WCCO-Radio gehörte wie auch der Fernsehsender WCCO-TV dem Medienunternehmer und Eishockeyfunktionär Robert „Bob“ Blair Ridder (21. Juli 1919 – 24. Juni 2000).

## Signal
Durch Minnesotas flache Landschaft und der hohen Sendeleistung hat WCCO eine der größten Reichweitenabdeckungen in den USA. Tagsüber wird zumindest in mittlerer Qualität das Signal in nahezu ganz Minnesota empfangen (Duluth bis Rochester), inklusive weiter Teile von Iowa und Wisconsin. Bei guten Ausbreitungsbedingungen wird das Signal auch in North und South Dakota aufgenommen.
Nachts erreicht das Signal 28 US-Bundesstaaten und drei kanadische Provinzen. Teilweise wird es auch weiter nördlich aufgenommen. Der WCCO-Moderator Howard Viken berichtete, dass er im Jahr 1943 WCCO auf den Guadalcanal Inseln gehört habe. Seit 2005 sendet WCCO auch in HD Radio.

## Auszeichnungen
Von 1947 bis 1996 WCCO Radio und WCCO-TV (Channel 4) gewannen zwölf George Foster Peabody Awards, mehr als jeder andere Sender in den Twin Cities.

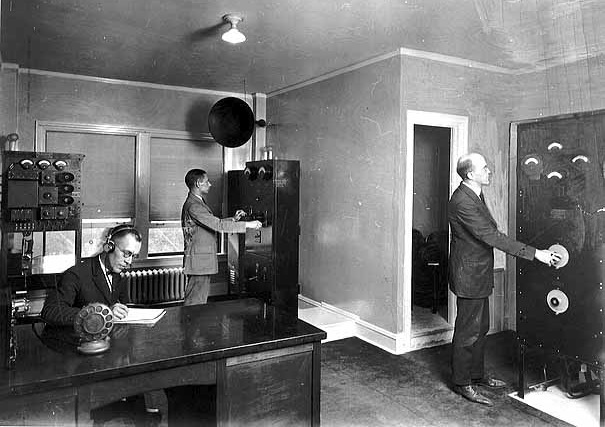
1920er Jahre
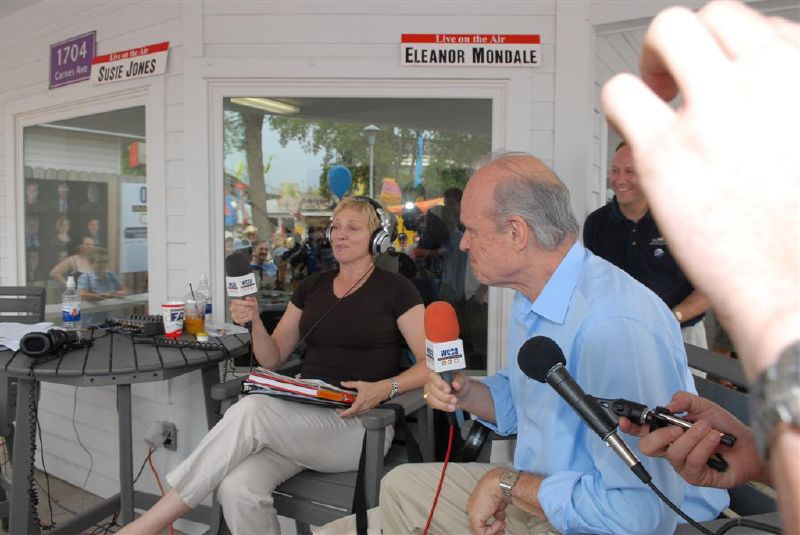
2000er Jahre